# Magdalena Popławska
Magdalena Popławska (ur. 3 kwietnia 1980 w Zabrzu) – polska aktorka filmowa i teatralna.

## Życiorys
Jej rodzice mieszkali na Śląsku, gdzie przyjechali w poszukiwaniu pracy. Nauczali w liceum ekonomicznym. Matka zamierzała zostać aktorką, jednak nie zgodził się na to jej ojciec.
Uczyła się w liceum ekonomicznym, co później określiła jako "stratę czasu". Po ukończeniu tej szkoły przyłączyła się do grupy teatralno-muzycznej. Pracowała też jako kelnerka i menedżerka sali. Nie mogła znaleźć stałego zatrudnienia w teatrze. Jako niezależna aktorka współpracowała z wieloma teatrami i grupami twórczymi, głównie warszawskimi. Przełomem w jej karierze było zastępstwo za Maję Ostaszewską, która urodziła dziecko, w warszawskim Nowym Teatrze w "Aniołach w Ameryce". Dostrzegł i docenił ją wówczas Krzysztof Warlikowski, do którego zespołu została włączona na stałe.
Ukończyła krakowską PWST (2004). Studiowała również w Institut del Teatre w Barcelonie, którego jest stypendystką. Związana z Teatrem Rozmaitości w Warszawie, gdzie brała udział w projekcie pt. Teren Warszawa. Od 2008 roku jest członkiem zespołu Nowego Teatru w Warszawie.
Magdalena Popławska jest młodszą siostrą aktorki Aleksandry Popławskiej. 

## Życie prywatne
Deklaruje się jako ateistka. Była w związku z Bartłomiejem Topą. 6 września 2015 urodziła córkę Zofię, ze związku z poetą Piotrem Fiedlerem.

## Filmografia
- 2005: Doskonałe popołudnie − jako Anna Knysok
- 2006: Mrok − jako Marta Czapska
- 2006: Cold Kenya − jako Basia
- 2007: Ekipa − jako Joanna Sarnowska
- 2007: Glina − jako aktorka Basia Adamska (odc. 13 i 14)
- 2007: Benek − jako Otylia, bratowa Benka
- 2008−2009: 39 i pół − jako Magda, przyjaciółka Anki
- 2008: 0 1 0 − jako Maria
- 2008: Na Kredyt − jako Wera
- 2009: Zero − jako kochanka pracownika firmy prezesa
- 2009: Fundacja kultura − jako pani Lila
- 2010−2011, 2020−2021: Usta usta − jako Agnieszka Kornatowska
- 2010: Dwa ognie − jako Marta Kowalska
- 2010: Prosta historia o miłości − jako Marta
- 2011: Lęk wysokości − jako Ewa Janicka, żona Tomka
- 2011−2013: Przepis na życie − jako Elka, żona Jerzego
- 2012: Szpiedzy w Warszawie − jako księżniczka Ewa (odc. 1)
- 2012: Dziewczyna z szafy − jako Anna
- 2013: Komisarz Alex − jako Martyna Pawlak (odc. 49)
- 2013: Bez tajemnic − jako Małgorzata
- 2014: Wataha − jako Natalia Tatarkiewicz
- 2014: Obietnica − jako Sylwia Śliwińska, matka Lili
- 2015: Hiszpanka − jako Adrianna Solska-Tekieli
- 2015: Krew z krwi − jako adwokat Carmen
- 2015: Nie rób scen − jako Monika Szymańska
- 2015: Król życia – jako Norma
- 2016: O mnie się nie martw − jako wróżka (odc. 41)
- 2016: Pakt – jako Anna Wagner[4]
- 2016: Jestem mordercą − jako Teresa Jasińska
- 2017−2019: Diagnoza – jako dr Marta Artman
- 2017: Reakcja łańcuchowa – matka Kasi
- 2017: Atak paniki – jako Monika
- 2017: 53 wojny – jako Anna
- 2018: Podatek od miłości – jako Ilona
- 2020: Osiecka – jako Agnieszka Osiecka
- 2021: Prime Time – jako prezenterka Mira Kryle
- 2021: Czarna owca – jako Magda Gruz
- 2022: Szadź 3 – jako Karolina
- 2022: Brokat – jako Helena Michałowska
- 2023: Sługa narodu – jako Basia Mazur
- 2023: Zielona granica – jako żona Bogdana
- 2023: Na Wspólnej – jako Jagna Appel
- 2023: Morderczynie – jako prokurator
- 2023: Kiedy ślub? – jako aktorka Lena Ostrowska
- 2023: Wieczór kawalerski – jako Milena, żona „Wolfa”
- 2024: Powrót do życia – jako Maja Fiszer[5]
- 2024: Rozwodnicy – jako Małgorzata
- 2024: Krucjata II. Znak bliźniąt – jako nauczycielka Karolina Majewska
- 2025: Teściowie 3 – jako Grażyna
- 2025: Scheda – jako Hanka Mróz[6]

## Role teatralne
- 2003: Electronic City
- 2004: Nieznajoma z Sekwany – jako Klara
- 2004: Tlen
- 2004: Zima
- 2004: Sny
- 2005: Tasma – jako Amy
- 2005: Gang Bang – jako Andżelika
- 2006: Historia przypadku, reż. Klynstra Redbad
- 2006: Kalimorfa – jako Miranda
- 2007: Anioły w Ameryce Tony’ego Kushnera, reż. Krzysztof Warlikowski w TR Warszawa – jako Harper Amaty Pitt
- 2007: Widzialna ciemność, reż. Marek Kalita
- 2009: (A)pollonia, reż. Krzysztof Warlikowski w Nowym Teatrze w Warszawie
- 2011: Opowieści afrykańskie według Szekspira, reż. Krzysztof Warlikowski – jako Desdemona
- 2013: Kabaret Warszawski reż. Krzysztof Warlikowski w Nowym Teatrze w Warszawie
- 2015: Francuzi, reż. Krzysztof Warlikowski w Nowym Teatrze w Warszawie
- 2018: Wyjeżdżamy, reż. Krzysztof Warlikowski w Nowym Teatrze w Warszawie

## Teatr Telewizji
- 1999: Stara kobieta wysiaduje – jako dziewczyna Lachezis

## Nagrody
- 2003: wyróżnienie w konkursie na interpretacje piosenek Agnieszki Osieckiej Pamiętajmy o Osieckiej
- 2003: Wrocław – XXIV Przegląd Piosenki Aktorskiej – drugie miejsce w konkursie na interpretację piosenki oraz Nagroda im. Agnieszki Osieckiej
- 2005: Kalisz – XLV Kaliskie Spotkania Teatralne – nagroda w kategorii młody aktor – za rolę w przedstawieniu Sny Iwana Wyrypajewa w TR Warszawa
- 2006: Kalisz – 46. KST – specjalna nagroda zespołowa za przedstawienie Taśma Stephena Belbera w Teatrze Konsekwentnym w Warszawie
- 2011: Nagroda im. Zbyszka Cybulskiego za film Prosta historia o miłości
- 2011: Września – Ogólnopolski Festiwal Sztuki Filmowej „Prowincjonalia” – Jańcio Wodnik za najlepszą rolę kobiecą w filmie Dwa ognie
- 2017: Gdynia – 42. Festiwal Polskich Filmów Fabularnych – najlepsza drugoplanowa rola kobieca za film Atak paniki
- 2017: Wrocław – 6. Festiwal Aktorstwa Filmowego im. Tadeusza Szymkowa – Złoty Szczeniak za najlepszą pierwszoplanową rolę kobiecą w filmie Atak paniki
- 2018: Koszalin – Koszaliński Festiwal Debiutów Filmowych „Młodzi i Film” – nagroda za rolę kobiecą w filmie 53 wojny za „zabranie widza w emocjonalną podróż bez trzymanki”
- 2018: Wrocław – 7. Festiwal Aktorstwa Filmowego im. Tadeusza Szymkowa – Złoty Szczeniak za najlepszą pierwszoplanową rolę kobiecą w filmie 53 wojny